# Spirometrie

Grafiek van flow-volume-curve bij een gezonde proefpersoon

Spirometrie is een medisch onderzoek waarin de functie van de longen wordt gemeten. Voor het uitvoeren van een spirometrie wordt gebruikgemaakt van een spirometer. Spirometrie kan vaak bij de huisarts worden uitgevoerd en is in de meeste ziekenhuizen onderdeel van het uitgebreide longfunctieonderzoek.
Er bestaan verschillende spirometrietesten. De meest gebruikte is de geforceerde vitale capaciteit (FVC, forced vital capacity). 
Bij deze test zit de patiënt rechtop, ademt hij volledig in en blaast hij alle lucht zonder hapering of onderbreking zo snel en krachtig mogelijk uit in de spirometer. Het is een zeer belangrijke test voor het opsporen van ademhalingsziekten zoals astma en COPD. De belangrijkste parameters van een spirometrie zijn de FEV1, de FEF25-75 en de PEF. De FEV1 staat voor forced expiratory volume in 1 second en betreft het uitgeblazen volume tijdens de eerste seconde van de test. De FEF25-75 staat voor forced expiratory flow en betreft de gemiddelde luchtstroom tussen 25 en 75% van de geforceerde uitademing. De PEF ofwel peak expiratory flow ten slotte betreft de maximale luchtstroomsnelheid tijdens de test.
Wanneer de FEV1 wordt gedeeld door de vitale capaciteit (gemeten tijdens een aparte, niet geforceerde, meting) krijgt men de Tiffeneau-index. De normale waarde voor deze index is ongeveer 0,75. Onder 0,70 is er sprake van een obstructieve longfunctie. Indien bij de bepaling van de Tiffeneau-index geen gebruik gemaakt wordt van een apart gemeten vitale capaciteit, maar van de geforceerde vitale capaciteit, zal de index hoger uitvallen aangezien bij de geforceerde metingen de vitale capaciteit lager wordt door het collaberen van luchtwegen. De mate van obstructie wordt dan onderschat.